# Vincenzo Gibiino
Vincenzo Gibiino (Catania, 4 gennaio 1965) è un politico italiano.

## Biografia
Avvocato civilista. È Presidente Revisori dei conti di Federcasa.  
Presidente del Ferrari Club Italia e azionista della Banca Credem.

### Attività politica
Nel 1999 diventa coordinatore provinciale di Forza Italia a Catania.
Nel 2002 il presidente della Regione siciliana Salvatore Cuffaro lo nomina presidente dell'Istituto Autonomo Case Popolari (IACP) di Catania.

#### Elezione a deputato
Alle elezioni politiche del 2008 viene eletto deputato della XVI legislatura della Repubblica Italiana nella circoscrizione XXV Sicilia 2 per il Popolo della Libertà.

#### In Senato
Nel 2013 viene eletto senatore della XVII legislatura della Repubblica Italiana nella circoscrizione Sicilia per il Popolo della Libertà.
Il 16 novembre 2013, con la sospensione delle attività del Popolo della Libertà, aderisce a Forza Italia. Il 4 gennaio 2014 è nominato coordinatore di FI in Sicilia e lo resta fino al novembre 2015.
Il 24 marzo 2014 diventa membro del Comitato di Presidenza di Forza Italia. Resta in Senato fino al 2018.

#### L'adesione a FdI
Nel settembre 2022 aderisce a Fratelli d'Italia